# Ionela-Livia Cozmiuc
Ionela-Livia Cozmiuc (nacida Ionela-Livia Lehaci, Câmpulung Moldovenesc, 3 de enero de 1995) es una deportista rumana que compite en remo. Su esposo Marius Cozmiuc, su hermano Florin y su cuñada Maria Tivodariu compiten en el mismo deporte.
Participó en tres Juegos Olímpicos de Verano, obteniendo una medalla de plata en París 2024, en la prueba de doble scull ligero, el octavo lugar en Río de Janeiro 2016 y el sexto en Tokio 2020, en la misma prueba.
Ganó cinco medallas en el Campeonato Mundial de Remo entre los años 2017 y 2024, y cuatro medallas en el Campeonato Europeo de Remo entre los años 2020 y 2024.
Fue la abanderada de Rumania en la ceremonia de apertura de los Juegos Olímpicos de París 2024 junto con su esposo Marius Cozmiuc.

## Palmarés internacional
| Juegos Olímpicos   | Juegos Olímpicos          | Juegos Olímpicos  | Juegos Olímpicos        |
| Año                | Lugar                     | Medalla           | Prueba                  |
| ------------------ | ------------------------- | ----------------- | ----------------------- |
| 2024               | París (Francia)           | Medalla de plata  | Doble scull ligero      |
| Campeonato Mundial |                           |                   |                         |
| Año                | Lugar                     | Medalla           | Prueba                  |
| 2017               | Sarasota (Estados Unidos) | Medalla de oro    | Doble scull ligero      |
| 2018               | Plovdiv (Bulgaria)        | Medalla de oro    | Doble scull ligero      |
| 2022               | Račice (República Checa)  | Medalla de oro    | Scull individual ligero |
| 2023               | Belgrado (Serbia)         | Medalla de bronce | Doble scull ligero      |
| 2024               | St. Catharines (Canadá)   | Medalla de oro    | Scull individual ligero |
| Campeonato Europeo |                           |                   |                         |
| Año                | Lugar                     | Medalla           | Prueba                  |
| 2020               | Poznań (Polonia)          | Medalla de bronce | Doble scull ligero      |
| 2022               | Múnich (Alemania)         | Medalla de oro    | Scull individual ligero |
| 2023               | Bled (Eslovenia)          | Medalla de oro    | Scull individual ligero |
| 2024               | Szeged (Hungría)          | Medalla de oro    | Doble scull ligero      |